# Einkommensverteilung in Polen
Die Einkommensverteilung in Polen betrachtet die Verteilung der Einkommen in Polen und deren Entwicklung auf personeller und funktionaler Ebene. Die personelle Einkommensverteilung betrachtet dabei, wie das Einkommen einer Volkswirtschaft auf einzelne Personen(gruppen) z. B. Privathaushalte verteilt ist. Zur Messung der Einkommensungleichheit können einerseits unterschiedliche Einkommensdefinitionen herangezogen werden und andererseits verschiedene statistische Konzepte zur Anwendung kommen.
Grob gesprochen, wird zwischen Bruttoeinkommen, Nettoeinkommen, zu versteuerndem Einkommen und verfügbarem Einkommen unterschieden. Darüber hinaus spielen die Art und Aggregation von Einkommen eine entscheidende Rolle für die Interpretation und Vergleichbarkeit von Indikatoren. Die personelle Einkommensverteilung wird von Eurostat auf Basis des verfügbaren Äquivalenzeinkommens gemessen. Grundsätzlich werden zwei Einkommensarten unterschieden – das Einkommen, welches durch unselbständige- und selbstständige Arbeit erwirtschaftet wird (Markteinkommen oder Primäreinkommen) und das Einkommen nach staatlicher Umverteilung (Sekundäreinkommen). Das Primäreinkommen setzt sich aus dem Einkommen aus Erwerbstätigkeit, Geschäftstätigkeit, Vermietung- und Verpachtung, sowie Kapitalerträgen vor Steuern und Abgaben zusammen. Die Berücksichtigung der Sozialabgaben, direkten Steuern sowie öffentlicher (z. B. Sozialhilfe, Arbeitslosengeld) und privater (z. B. Unterhalt) Transfers bezeichnet man als sekundäres Einkommen.
Zur Messung der Einkommensungleichheit wird meist der Gini-Index herangezogen. 2017 lag der Gini-Index in Polen bei 29,2 Punkten und weist somit eine eher niedrige Ungleichheit in der Verteilung von Einkommen auf. Verglichen mit den anderen Staaten der Europäischen Union liegt das Land im untersten (und damit einkommensgleichsten) Drittel. Im Vergleich mit den Transformationsländern ist die Einkommensungleichheit moderat. Das verfügbare Medianeinkommen betrug 2017 25.940 PLN (rund 6.000 EUR) und lag damit deutlich unter dem EU-28 Durchschnitt. Das durchschnittliche Einkommen betrug 29.714 PLN.

## Ausgewählte Indikatoren
|      | Durchschnitts- einkommen vor TP | Durchschnitts- einkommen nach TP | Medianeinkommen vor TP | Medianeinkommen nach TP | Gini vor TP | Gini nach TP | S80/S20-Ratio nach TP | Top 10%-Anteil nach TP | Harmonisierter Konsumpreis-Index (2015=100) |  |
| 2006 | 10.362                          | 14.904                           | 7.697                  | 12.517                  | 53,0        | 33,3         | 5,6                   | 25,5%                  | 81,2                                        |  |
| 2007 | 11.393                          | 16.166                           | 8.802                  | 13.645                  | 51,4        | 32,2         | 5,3                   | 25,1%                  | 83,3                                        |  |
| 2008 | 13.734                          | 18.690                           | 10.822                 | 15.720                  | 49,8        | 32,0         | 5,1                   | 25,3%                  | 86,8                                        |  |
| 2009 | 15.746                          | 21.018                           | 12.804                 | 17.903                  | 48,2        | 31,4         | 5,0                   | 24,8%                  | 90,3                                        |  |
| 2010 | 16.425                          | 22.142                           | 13.424                 | 19.065                  | 47,9        | 31,1         | 5,0                   | 24,3%                  | 92,7                                        |  |
| 2011 | 17.230                          | 23.221                           | 14.219                 | 20.075                  | 47,8        | 31.1         | 5,0                   | 24,4%                  | 96,3                                        |  |
| 2012 | 18.103                          | 24.321                           | 14.904                 | 20.849                  | 47,5        | 30,9         | 4,9                   | 24,2%                  | 99,8                                        |  |
| 2013 | 18.405                          | 25.007                           | 15.184                 | 21.610                  | 47,7        | 30,7         | 4,9                   | 24,0%                  | 100,6                                       |  |
| 2014 | 19.057                          | 25.871                           | 15.683                 | 22.399                  | 47,9        | 30,8         | 4,9                   | 24,0%                  | 100,7                                       |  |
| 2015 | 19.554                          | 26.679                           | 16.337                 | 23.247                  | 47,9        | 30,6         | 4,9                   | 23,9%                  | 100,0                                       |  |
| 2016 | 20.520                          | 27.864                           | 17.418                 | 24.618                  | 46,7        | 29,8         | 4,8                   | 22,9%                  | 99,8                                        |  |
| 2017 | 21.385                          | 29.714                           | 18.174                 | 25.940                  | 47,3        | 29,2         | 4,6                   | 23,2%                  | 101,4                                       |  |

## Einkommensverteilung Allgemein

Verlauf des verfügbaren nominellen und reellen Median- und Durchschnittseinkommens in Polen. Inflationsbereinigt mittels HVPI (2015=100).

### Median- und Durchschnittseinkommen
Während das Durchschnittseinkommen das arithmetische Mittel aller Einkommen in der betrachteten Bevölkerung darstellt, ist das Medianeinkommen das Einkommen jener Person, die sich genau in der Mitte der Einkommensverteilung befindet (genau 50 % der Bevölkerung verdienen weniger als diese Person, 50 % verdienen mehr). Diese zwei Maßzahlen unterscheiden sich in den meisten Fällen, wobei sich der Median als robuster gegenüber Ausreißern erweist als der Durchschnitt. Da hohe Spitzeneinkommen das Durchschnittseinkommen aber nicht das Medianeinkommen nach oben treiben, liegt das erstere über dem zweiteren. Man spricht in diesem Zusammenhang von einer rechtsschiefen Verteilung.
Im Jahr 2017 lag das Durchschnittseinkommen nach sozialen Transfers und Pensionen in Polen bei 29.714 PLN (6.810 EUR) und das Medianeinkommen bei 25.940 PLN (5.945 EUR). Für die EU-28-Staaten waren die entsprechenden gewichteten Werte 19.354 EUR (Durchschnitt) und 16.885 EUR (Median). Sowohl das nominelle Durchschnitts- als auch das nominelle Medianeinkommen verzeichneten in Polen in den letzten Jahren einen steten Anstieg (zwischen 2006 und 2017 stieg das Durchschnittseinkommen nach sozialen Transfers und Pensionen um 99,4 % und der entsprechende Medianwert um 107,2 %). Im selben Zeitraum stieg der Harmonisierte Verbraucherpreisindex (HVPI) nur um 24,9 %, der Einkommenszuwachs war somit zum Großteil real (d. h. auch nach Abzug der Preissteigerung vorhanden).
In der Grafik ist der Verlauf der nominellen und realen Median- und Durchschnittseinkommen in Polen von 2005 bis 2017 und deren markanter Anstieg zu sehen. Das reale Einkommen bereinigt die Inflation mittels des HVPI mit Basisjahr 2015.

Verlauf des Gini-Index von Primär- und Sekundäreinkommen in Polen, 2004–2016

Die Auswirkungen der Wirtschaftskrise sind klar am Einbruch der realen und nominellen Einkommen im Jahr 2010 zu erkennen. Aufgrund der Wahl von 2015 als Basis-Jahr des HVPI und einem daraus resultierenden nominellen Zuwachs aber realen Verlust bei den Einkommen nach der Krise schließt sich die Lücke zwischen realen und nominellen Einkommen. Angesichts der geringen Inflationsraten zwischen 2013 und 2016 verlaufen reale und nominelle Median- und Durchschnittseinkommen gleich.

### Gini-Koeffizient

Verlauf des Gini-Index von Primäreinkommen in Polen und Nachbarländern, 2004–2016

Der Gini-Index (oder Gini-Koeffizient) ist eine Methode zur Messung von Ungleichheit. Er nimmt Werte zwischen 0 (absolute Gleichverteilung, alle Personen bekommen genau gleich viel Einkommen) und 100 an (absolute Ungleichverteilung, eine Person bekommt das gesamte Einkommen der Bevölkerung und alle anderen bekommen nichts). Er gibt somit an, wie weit die beobachtete Bevölkerung von einer absoluten Gleichverteilung „entfernt“ ist. Sowohl für das verfügbare Einkommen vor als auch für das Einkommen vor sozialen Transfers lässt sich in Polen ein stetiger Rückgang des Gini-Koeffizienten seit 2006 beobachten, was einen Rückgang der Einkommensungleichheit in Polen bedeutet.
Berechnet man den Gini-Index vom Markteinkommen und vom Sekundäreinkommen, vor und nach Sozialtransfers, erkennt man die Auswirkungen der Umverteilung durch den Staat auf die Einkommensverteilung. Der Gini-Index des Markteinkommens betrug 2016 45,5 Punkte, betrachtet man das Sekundäreinkommen waren es nur noch 28,4. Seit 2004 ist der Gini-Index kontinuierlich gefallen, damals war der Index vor Sozialtransfers 2004 noch 59.4 und nach Sozialtransfers 37,6. Seit der Unabhängigkeit Polens stieg die Einkommensungleichheit im Land kontinuierlich an, dies lag vor allem an einer größeren Streuung der Löhne. Einerseits wurde hochqualifiziertes Personal nach der Öffnung besser bezahlt als unter dem sozialistischen Regime der Sowjetunion. Andererseits gab es viele Arbeitnehmerinnen und Arbeitnehmer mit geringem Ausbildungsniveau, deren Einkommen sanken. Mitte der 2000er Jahre reduzierte sich diese Streuung der Löhne auf Grund von Emigration und eines Anstiegs des Bildungsniveaus der Bevölkerung. Diese Dynamiken sind im Gini-Index vor Sozialtransfers erkennbar. Aber auch die Umverteilung des Staates wirkte sich auf den Rückgang des Gini-Indes der Einkommen nach Sozialtransfers und Steuern aus. 2007 wurde in Polen eine Steuerreform umgesetzt, die Steuernachlässe für Kinder gewährt und maßgeblich zur Reduktion der zuvor wachsenden Ungleichheit beigetragen hat. Diese betrug 306,40 € pro Jahr, 6 % des nominellen Medianeinkommens in Polen in 2017.
Sowohl der Gini-Index des Markteinkommens als auch des Sekundäreinkommens in Polen liegen unter dem EU-Durchschnitt. Vergleicht man den Verlauf des Gini-Index in Polen mit den Werten seiner Nachbarländer wird die Zunahme der Einkommensgleichheit noch deutlicher. Während Polen 2004 noch den höchsten Gini-Index der Ländergruppe vor und nach Sozialtransfers aufweist, liegt der Index 2016 schon unter dem von Litauen und Deutschland.

Verlauf des Gini-Index von Sekundäreinkommen in Polen und Nachbarländer, 2004–2016

### S80/S20-Ratio
Eine andere Maßzahl zur Messung von Ungleichheit stellt das S80/S20-Verhältnis dar. Es beschreibt das Verhältnis des Gesamteinkommens des obersten Quintils (also der einkommensstärksten 20 %) in der Einkommensverteilung zum Gesamteinkommen des untersten Quintils (also der einkommensschwächsten 20 %). Auch in dieser Hinsicht zeigt sich, dass die Ungleichverteilung in Polen über die Zeit zurückgeht: Während das oberste Quintil im Jahr 2006 noch 5,6-mal so viel verdiente wie das unterste Quintil, war es 2017 nur mehr 4,6-mal so viel.

### Einkommensanteil der Top 10%
Hierbei werden die Gesamteinkommen des obersten Dezils (also der einkommensstärksten 10 %) aufsummiert und in Prozent des Gesamteinkommens der beobachteten Bevölkerung ausgedrückt. Auch diese Zahl ist in Polen rückläufig, sie verringerte sich von 25,5 % (2006) auf 23,2 % (2017).

Verlauf des Einkommensanteils der Top 10 % in Polen und Nachbarländern von 2005 bis 2017.

Wie zuvor beim Gini-Index kann man eine große Veränderung in den Jahren vor der Wirtschaftskrise erkennen. Während der Anteil der reichsten 10 Prozent in Polen vor 2014 klar über dem EU-Durchschnitt gelegen war, lag er 2017 0,7 Prozentpunkte darunter. Im Vergleich mit Polens Nachbarländern kann man sehen, dass die Abnahme des Einkommensanteils sehr kontinuierlich aber signifikant war. 2005 war der Wert ähnlich hoch wie in Litauen, das hier die größte Ungleichheit aufweist, 2017 fiel der Anteil unter den EU-Durchschnitt und liegt nun auf der Höhe Deutschlands.

## Einkommensverteilung nach Geschlechtern

### S80/S20 Einkommensquintilverhältnis

Einkommensverteilung im S80/S20 Einkommensquinitlverhältnis in Polen nach Geschlechtern.

Wie der Gini-Koeffizient, ist auch das Quintilsverhältnis S80/S20 ein Maß zur Beschreibung der Ungleichverteilung der Einkommen. Es vergleicht den Verdienstunterschied zwischen den 20 % der Haushalte mit den höchsten Einkommen (oberstes Quintil) und den 20 % der Haushalte mit den niedrigsten Einkommen (unterstes Quintil). Je weiter dieser Wert von 1 entfernt ist, desto ungleicher ist die Einkommensverteilung zwischen diesen beiden Gruppen. Unter Einkommen wird das verfügbare Äquivalenzeinkommen verstanden. Die Entwicklung des Einkommensquintilverhältnisses von Männern und Frauen verläuft in Polen konstant parallel zur Entwicklung im EU-Durchschnitt. Das Einkommensquintilverhältnis lag bei Männern in Polen im Jahr 2017 zuletzt bei 4,7 (EU-Schnitt: 5,1) und bei Frauen bei 4,4 (EU-Schnitt: 5,1) lagen. Das Einkommensquintilverhältnis von Männern liegt damit 0,3 Prozentpunkte über dem der Frauen. Der Unterschied zwischen den Geschlechtern ist aber über die Jahre relativ gleich groß geblieben und liegt relativ weit unterhalb des EU Durchschnittes.

### Unbereinigter Gender-Pay-Gap
Die unbereinigte geschlechtsspezifische Lücke (Gender-Pay-Gap) gibt die Differenz zwischen dem durchschnittlichen Bruttostundenlohn von Frauen und Männern als Prozentsatz des durchschnittlichen Bruttostundenlohns der männlichen Arbeitnehmer an. Der Gender-Pay-Gap wird auf Basis folgender Daten berechnet:
– die vierjährige Verdienststrukturerhebung (Structure of Earnings Survey, SES) 2002, 2006, 2010 und 2014 in dem von der SES-Verordnung geforderten Umfang;
– nationale Schätzungen auf der Grundlage nationaler Quellen für die Jahre zwischen den SES-Erhebungen ab dem Bezugsjahr 2007 mit derselben Abdeckung wie der SES.

Diese Daten werden nach Wirtschaftszweigen (Statistische Systematik der Wirtschaftszweige in der Europäischen Gemeinschaft – NACE), wirtschaftlicher Kontrolle des Unternehmens (öffentlich / privat) sowie Arbeitszeit (Vollzeit / Teilzeit) und Alter (sechs Altersgruppen) gegliedert.

Verdienstunterschied nach Geschlecht im NACE Sektor: Industrie, Baugewerbe und Dienstleistungen (ohne Öffentliche Verwaltung, Verteidigung und Sozialversicherung) in Polen und EU27, 2007–2017

Zur Untersuchung des Lohnunterschiedes zwischen Männern und Frauen wird der Gender Wage Gap berechnet. In der Grafik ist die Entwicklung des unbereinigten Gender Wage Gaps in den NACE2 Sektoren Industrie, Baugewerbe und Dienstleistungen (ohne Öffentliche Verwaltung, Verteidigung und Sozialversicherung) in Polen im Vergleich zu den EU-27 Mitgliedsstaaten zu sehen. Im Jahr 2010 lag das geschlechtsspezifische Verdienstgefälle in Industrie, Baugewerbe und Dienstleistungen in Polen bei 11 %. Während der Indikator in der EU konstant blieb, sanken die Geschlechterspezifischen Verdienstunterschiede in Polen bis 2010 auf unter 5 %. Damit hat sich das Einkommensgefälle zwischen Männern und Frauen zwischen 2008 und 2010 etwa halbiert und liegt trotz eines seitdem stetigen Anstieges auf zuletzt etwa 7 % (2017) weiterhin deutlich unter dem europäischen Durchschnitt: Der Gender Wage Gap im selben Sektor im europäischen Durchschnitt liegt im Jahr 2008 mit 17,3 % deutlich über dem polnischen Wert und sinkt bis 2017 lediglich um einen Prozentpunkt auf 16 %.

## Einkommensverteilung nach Regionen
Regionale Einkommensunterschiede sind in Polen stärker ausgeprägt als die Unterschiede im Einkommen zwischen Männern und Frauen. Diese räumliche Komponente wird besonders sichtbar wenn man den Ballungsraum um Katowice (zugehörig zur Woiwodschaft Schlesing) mit dem Karpatenvorland vergleicht. Im Allgemeinen gehört die Woiwodschaft Karpatenvorland zu den ärmsten Regionen in der EU.

Die Grafik zeigt Polen eingeteilt in die NUTS2-Regionen. Die NUTS2-Regionen sind eingefärbt abhängig vom durchschnittlichen verfügbaren Einkommen der Region.

### Verfügbares Haushaltseinkommen
Das durchschnittlich verfügbare Einkommen je Einwohner in Polen im Jahr 2016 variierte zwischen 9.600 Euro im Karpatenvorland und 13.500 Euro in Schlesien. Zu den Top-Regionen zählen des Weiteren Lodsch (13.200 EUR), Großpolen (12.700 EUR) und Niederschlesien (12.600). Unter den Woiwodschaften mit den geringsten verfügbaren Pro-Kopf-Einkommen befinden sich auch Podlachie (10.200 EUR), Lublin (10.500 EUR), Heiligkreuz (10.600 EUR) sowie Ermland-Masuren (10.600 EUR).

Die Grafik zeigt Polen eingeteilt in die NUTS1-Regionen. Die NUTS1-Regionen sind eingefärbt abhängig von der prozentualen Armutsquote.

### Armut und soziale Ausgrenzung
Eine Person ist laut Definition von Eurostat von Armut und sozialer Ausgrenzung bedroht, wenn sie armutsgefährdet ist, unter materieller Deprivation leidet oder in Haushalten mit sehr niedrigen Erwerbstätigkeit lebt. Eine Person mit einem Äquivalenzeinkommen unterhalb 60 % des nationalen Medianäquivalenzeinkommens gilt als armutsgefährdet. Materielle Deprivation ist definiert als die unfreiwillige Unfähigkeit sich bestimmte Güter des täglichen Lebens leisten zu können und umfasst zum einen die wirtschaftliche Belastung und zum anderen den Mangel an langlebigen Gebrauchsgütern. Der Anteil der von Armut bedrohten Bevölkerung in Polen betrug im Jahr 2017 zwischen 15,5 % im Osten Polens und 25,9 % in Zentralpolen. Über die Zeit betrachtet hat sich die von Armut oder sozialer Ausgrenzung bedrohte Bevölkerung in Polen seit 2005 kontinuierlich verringert, von 45,3 % im Jahr 2005 auf 19,5 % im Jahr 2017, wobei die räumlichen Unterschiede über die Zeit nicht ständig gleich geblieben sind.
| NUTS2-Regionen +Warschau (deutsch) | NUTS2-Regionen +Warszawski (polnisch) | Verfügbares Einkommen pro Kopf (KKS), 2015 | Verfügbares Einkommen pro Kopf (KKS), 2016 | NUTS1-Regionen deutsch (polnisch)                | Von Armut oder sozialer Ausgrenzung bedrohte Bevölkerung in Prozent, 2015 | Von Armut oder sozialer Ausgrenzung bedrohte Bevölkerung in Prozent, 2016 | Von Armut oder sozialer Ausgrenzung bedrohte Bevölkerung in Prozent, 2017 |
| ---------------------------------- | ------------------------------------- | ------------------------------------------ | ------------------------------------------ | ------------------------------------------------ | ------------------------------------------------------------------------- | ------------------------------------------------------------------------- | ------------------------------------------------------------------------- |
| Lodsch                             | Lódzkie                               | 12.100                                     | 13.200                                     | Zentrale Region (Region centralny)               | 21,2%                                                                     | 18,7%                                                                     | 15,5%                                                                     |
| Masowien                           | Mazowiecki regionalny                 | 10.600                                     | 10.700                                     | Zentrale Region (Region centralny)               | 21,2%                                                                     | 18,7%                                                                     | 15,5%                                                                     |
| Warschau                           | Warszawski stoleczny                  | 17.400                                     | 17.500                                     | Zentrale Region (Region centralny)               | 21,2%                                                                     | 18,7%                                                                     | 15,5%                                                                     |
| Kleinpolen                         | Malopolskie                           | 11.300                                     | 11.500                                     | Südliche Region (Region poludniowny)             | 21,6%                                                                     | 20,8%                                                                     | 19,7%                                                                     |
| Schlesien                          | Slaskie                               | 13.500                                     | 13.500                                     | Südliche Region (Region poludniowny)             | 21,6%                                                                     | 20,8%                                                                     | 19,7%                                                                     |
| Lublin                             | Lubelskie                             | 10.100                                     | 10.500                                     | Östliche Region (Region wodschni)                | 27,6%                                                                     | 27,7%                                                                     | 25,9%                                                                     |
| Karpatenvorland                    | Podkarpackie                          | 9.400                                      | 9.600                                      | Östliche Region (Region wodschni)                | 27,6%                                                                     | 27,7%                                                                     | 25,9%                                                                     |
| Heiligkreuz                        | Swietokrzyskie                        | 10.400                                     | 10.600                                     | Östliche Region (Region wodschni)                | 27,6%                                                                     | 27,7%                                                                     | 25,9%                                                                     |
| Podlachien                         | Podlaskie                             | 9.700                                      | 10.200                                     | Östliche Region (Region wodschni)                | 27,6%                                                                     | 27,7%                                                                     | 25,9%                                                                     |
| Großpolen                          | Wielkopolskie                         | 12.400                                     | 12.700                                     | Nordwestliche Region (Region pólnocno-zachodni)  | 23,7%                                                                     | 21,6%                                                                     | 19,9%                                                                     |
| Westpommern                        | Zachodniopomorskie                    | 11.500                                     | 11.800                                     | Nordwestliche Region (Region pólnocno-zachodni)  | 23,7%                                                                     | 21,6%                                                                     | 19,9%                                                                     |
| Lebus                              | Lubuskie                              | 10.700                                     | 10.900                                     | Nordwestliche Region (Region pólnocno-zachodni)  | 23,7%                                                                     | 21,6%                                                                     | 19,9%                                                                     |
| Niederschlesien                    | Dolnoslaskie                          | 12.400                                     | 12.600                                     | Südwestliche Region (Region póludniowo-zachodni) | 21,0%                                                                     | 22,1%                                                                     | 16,0%                                                                     |
| Oppeln                             | Opolskie                              | 10.600                                     | 10.900                                     | Südwestliche Region (Region póludniowo-zachodni) | 21,0%                                                                     | 22,1%                                                                     | 16,0%                                                                     |
| Kujawien-Pommern                   | Kujawsko-Pomorskie                    | 10.500                                     | 10.900                                     | Nördliche Region (Region pólnocny)               | 25,5%                                                                     | 21,5%                                                                     | 19,0%                                                                     |
| Ermland-Masuren                    | Warminsko-Mazurskie                   | 10.200                                     | 10.600                                     | Nördliche Region (Region pólnocny)               | 25,5%                                                                     | 21,5%                                                                     | 19,0%                                                                     |
| Pommern                            | Pomorskie                             | 11.500                                     | 11.700                                     | Nördliche Region (Region pólnocny)               | 25,5%                                                                     | 21,5%                                                                     | 19,0%                                                                     |

## Hintergründe
Die Geschichte der Einkommensverteilung in Polen ist gezeichnet durch einen starken Anstieg der Ungleichheit mit Ende der Volksrepublik (stärker als in Ungarn oder Tschechien, Länder, die einen ähnlichen Übergang in eine Marktwirtschaft vollzogen), gefolgt von einem moderaten Absinken der Ungleichheit seit 2007. Als Hauptgründe für die bestehende Ungleichheit werden in der wissenschaftlichen Literatur die relativ geringe Progression in der Einkommensbesteuerung sowie die hohe Dichte an atypischen Beschäftigungsformen genannt. Zudem bekommen Personen mit tertiärem Bildungsabschluss seit Ende der Volksrepublik signifikant höhere Gehälter als Personen mit niedrigeren Abschlüssen (und zwar in einem Ausmaß, dass über dem EU-27-Schnitt liegt). In den letzten Jahren hat sich dieser Unterschied jedoch verringert.
Die heutzutage hohe Dichte an atypischen Beschäftigungsverhältnissen in Polen ist teilweise auf die Weltfinanzkrise zurückzuführen, in deren Folge es 2009 zu Gesetzesänderungen zur Flexibilisierung von Arbeitsmärkten und Löhnen kam. In der Literatur besteht jedoch derzeit kein Konsens, in welchem Ausmaß das Ausbleiben von schweren Krisenfolgen für die polnische Wirtschaft auf genau diese Maßnahmen zurückzuführen ist. Während auf der einen Seite argumentiert wird, dass diese Regulationen den Nachfragerückgang für Unternehmen kompensieren und dadurch schwere Folgen für die polnische Wirtschaft verhindern konnten, ist unklar ob die daraus resultierende Ausweitung prekärer Beschäftigungsformen – vor allem bei multinationalen Verkaufsunternehmen – in dem Ausmaß notwendig gewesen ist.
Die bestehende Einkommensungleichheit hat möglicherweise einen Einfluss auf das Vertrauen der polnischen Bevölkerung in politische Institutionen und die wahrgenommene Assoziation von Reichtum mit Korruption (bzw. darauf, wie sehr Reichtum als „verdient“ wahrgenommen wird). Ein großes Volumen an wissenschaftlicher Literatur befasst sich zudem im Allgemeinen mit der Frage, in welchem Ausmaß Einkommens- und Vermögensungleichheit wirtschaftliches Wachstum beeinflussen oder davon beeinflusst werden. So gibt es Hinweise darauf, dass Ungleichheit unter gewissen Umständen hinderlich für das Wachstum sein kann.
Zwei kürzlich eingeführte Maßnahmen haben die Einkommensverteilung in Polen erheblich beeinflusst: Zum einen der 2015 eingeführte neue Brutto-Mindestlohn in der Höhe von 2000 PLN, der in Anbetracht des großen Anteils der Bevölkerung, der im Niedriglohnsektor beschäftigt ist, erheblich zur Verringerung von Einkommensungleichheit beiträgt. Zum anderen wurde 2016 der Fertilitätsbonus „Rodzina 500 plus“ eingeführt, welcher eine bedarfsorientierte monetäre Leistung ab dem ersten Kind und universelle Leistungen ab dem zweiten Kind bietet. Während sich diese Maßnahme bislang als wirksam in der Bekämpfung von Kinderarmut erwies, verweisen kritische Stimmen auf die negativen Effekte auf die Arbeitsmarktbeteiligung von Müttern. Der in Polen ohnehin existierende substantielle Gender-Pay-Gap könnte dadurch größer werden.